# Lophiobagrus
Lophiobagrus é um género de peixe da família Claroteidae.
Este género contém as seguintes espécies:
- Lophiobagrus aquilus
- Lophiobagrus brevispinis
- Lophiobagrus cyclurus